# Traunfall

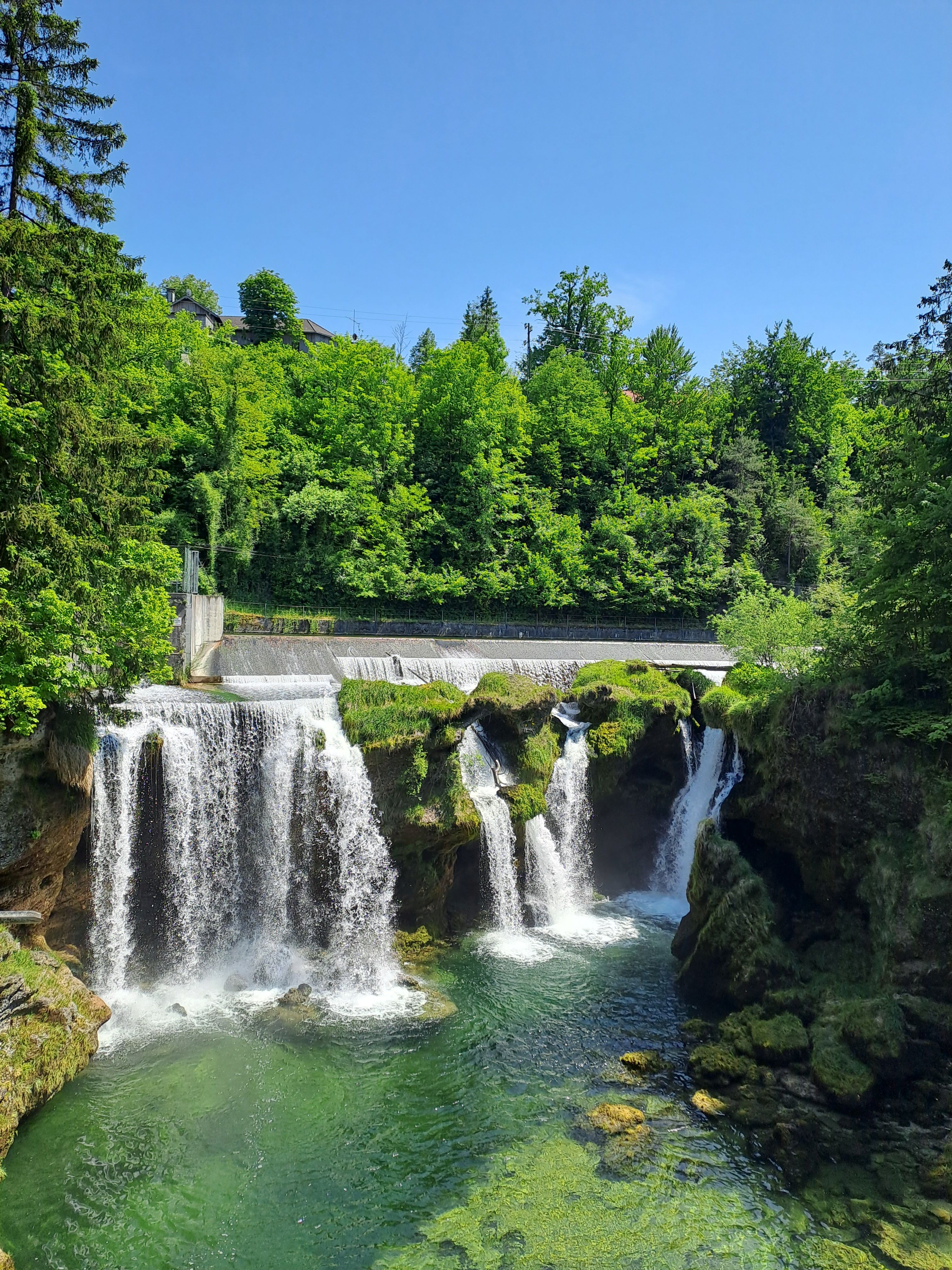
Der Traunfall in der Nähe von Laakirchen (2023)

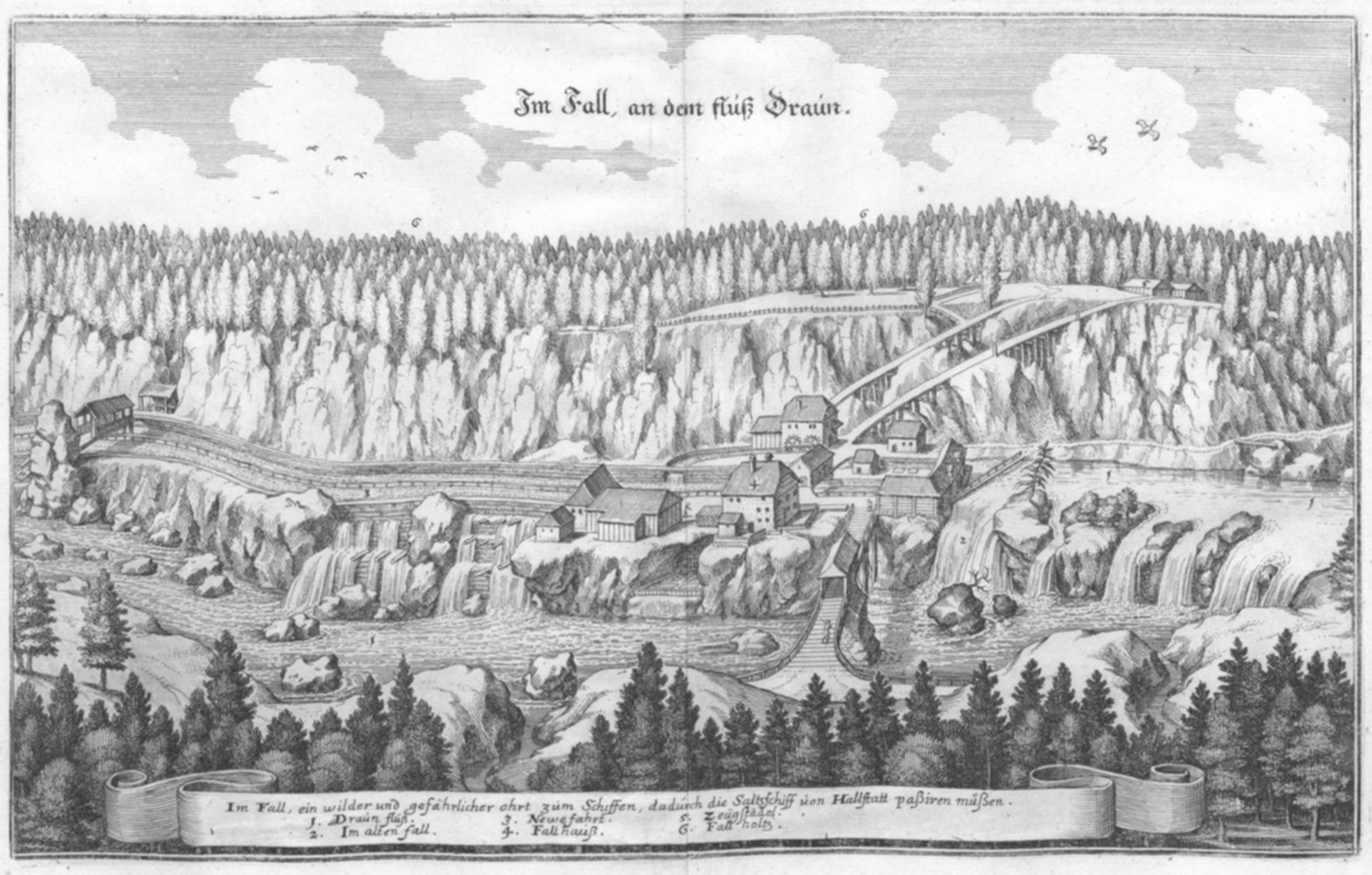
Im Fall, an dem fluß Draun. [...] ein wilder und gefährlicher ohrt zum Schiffen, dadurch die Saltzschiff von Hallstadt paßiren müßen. (Kupferstich von Matthäus Merian, vor 1650)

Der Traunfall ist ein Wasserfall der Traun in Oberösterreich. Er befindet sich zwischen den beiden Orten Steyrermühl und Roitham am Traunfall, an der Gemeindegrenze zwischen Desselbrunn und Roitham. Der Wasserfall hat eine Fallhöhe von rund zwölf Metern und ein Mehrfaches der Breite des Flussbetts. Auf einer Flussstrecke von rund 200 Metern verläuft der Fall diagonal vom linken Flussufer zum rechten.
Im Zuge der Kraftwerkserrichtung „Traunfall“ um 1900 wurde der „wilde Fall“ durch eine Wehranlage aus Beton stark verändert und der Fallkanal für die Flößer, auch „guter Fall“ genannt, eliminiert.

## Fallkanal

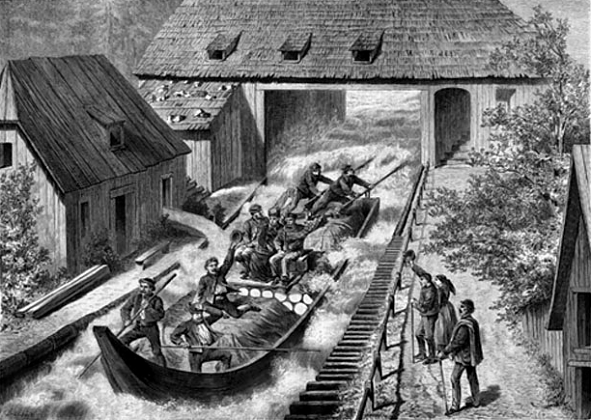
Fahrt mit dem Salzschiff durch den Traunfallkanal (Holzstich von 1874)

Auf Grund des Gefälles – Höhenunterschied und Steilheit – war der Traunfall lange Zeit ein natürliches Hindernis im Schiffsverkehr. Im Jahre 1311 wurde er das erste Mal schiffbar gemacht. Wie diese Konstruktion aussah, ist heute nicht mehr bekannt. Erst im 16. Jahrhundert kam es durch nachhaltigen Ausbau des Neue Fahrt genannten Kanals flussabwärts des alten Falls zum dauerhaften „fahrbahren Fall“ oder „guten Fall“, wie er auch genannt wurde. Erbaut wurde dieser vom Holz-, Klaus- und Wasserbaumeister Thomas Seeauer aus Bad Goisern.
Die Bootsgasse des Fallkanals hatte eine Länge von 396,5 m und eine wechselnde Breite von durchschnittlich 6,1 m. Auch das Gefälle des Kanals war nicht einheitlich, es betrug an dessen Anfang 15 ‰ und zum Ende hin 65,7 ‰. Um die Wassergeschwindigkeit in der Bootsgasse mit zunehmendem und gegen Ende sehr starkem Gefälle zu verringern, wurden Schlitze im Holzboden des Gerinnes freigelassen. Daher betrug der Wasserstand am Anfang 90 cm und am Ausgang nur noch 30 cm. Die Durchfahrt durch diese Floßgasse dauerte 54 Sekunden und war mit den damaligen Mitteln sehr riskant. Ein Modell der Gesamtanlage kann im Schiffleutmuseum in Stadl-Paura besichtigt werden.
Heute ist vom Fallkanal materiell nichts mehr erhalten. Er wurde, wie viele Holzbauten auf und an der Traun, ein Opfer der Modernisierung. Entlang des alten Kanals verläuft heute ein unterirdischer Wasserlauf, mit dem das Wasserkraftwerk Traunfall betrieben wird. Die künstliche Felswand und einige Metallstreben sind heute noch erhalten.

## Bildergalerie

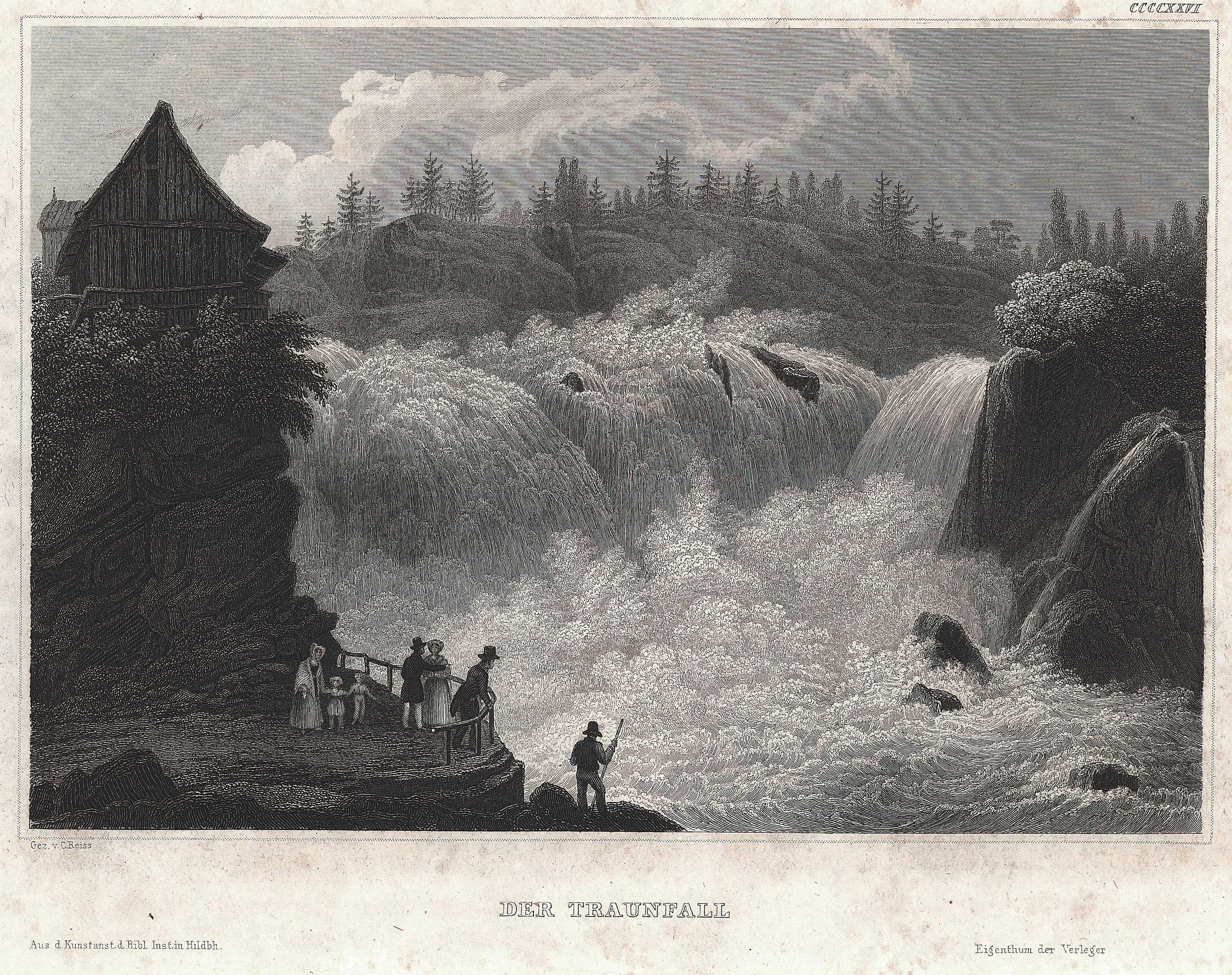
Der Traunfall (1843)
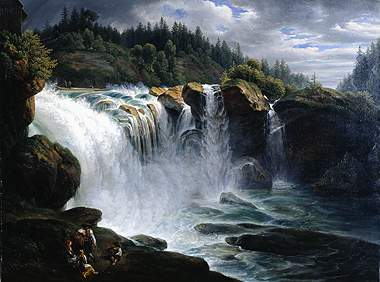
Der Traunfall in Oberoesterreich (Gemälde von J. N. Schödlberger, um 1820)
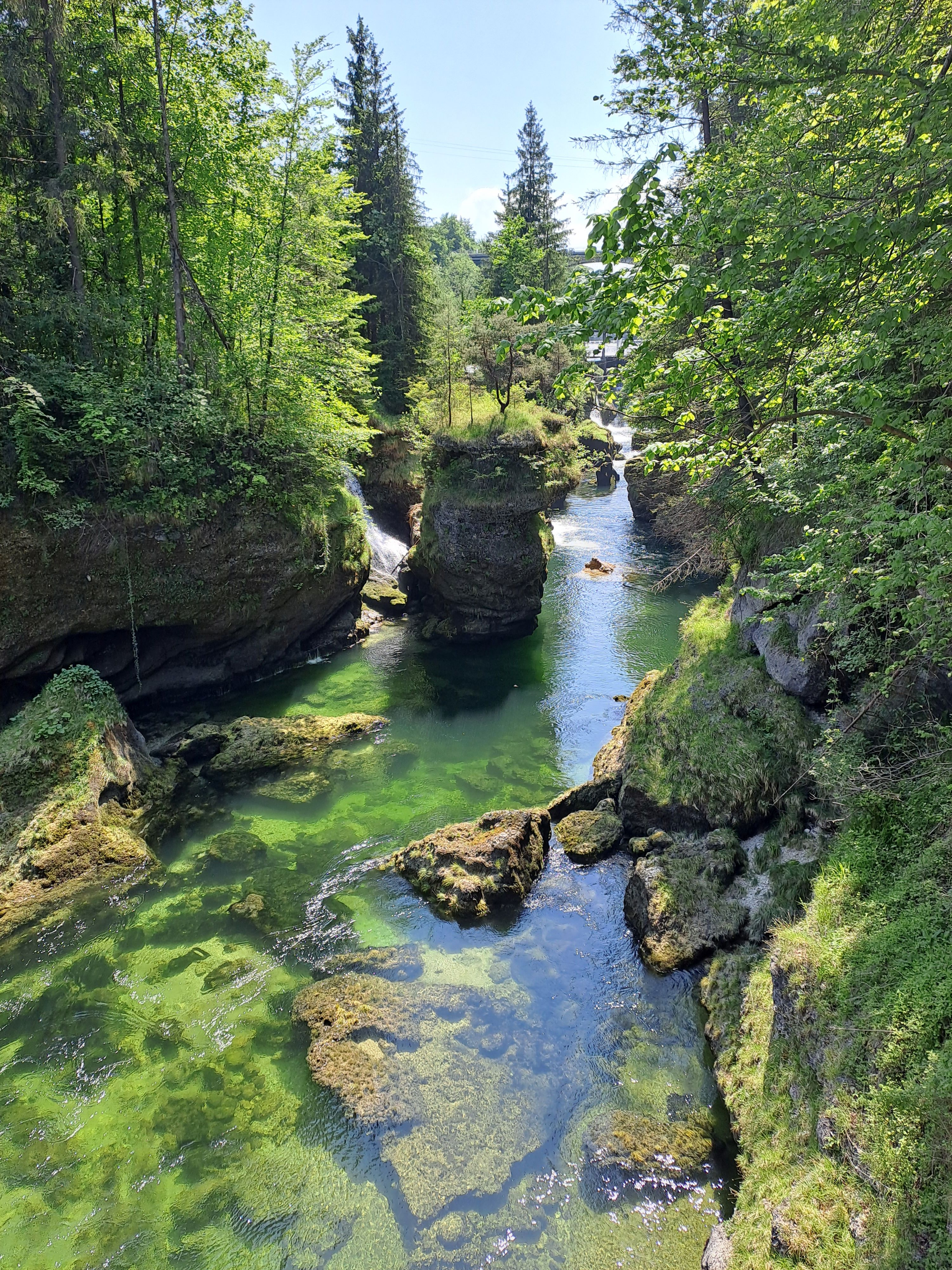
Unter dem Traunfall (2023)
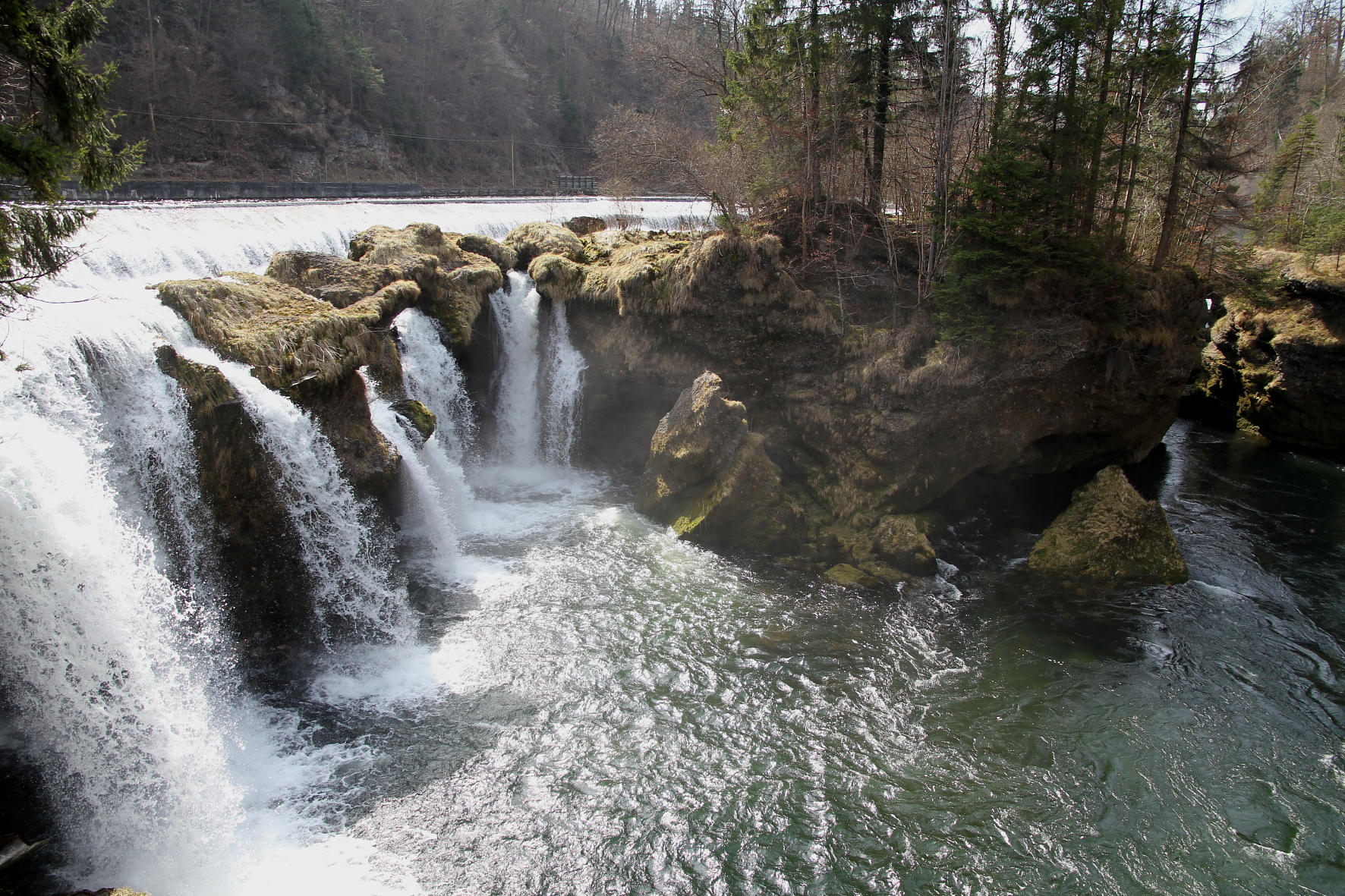
Der Traunfall (2012)
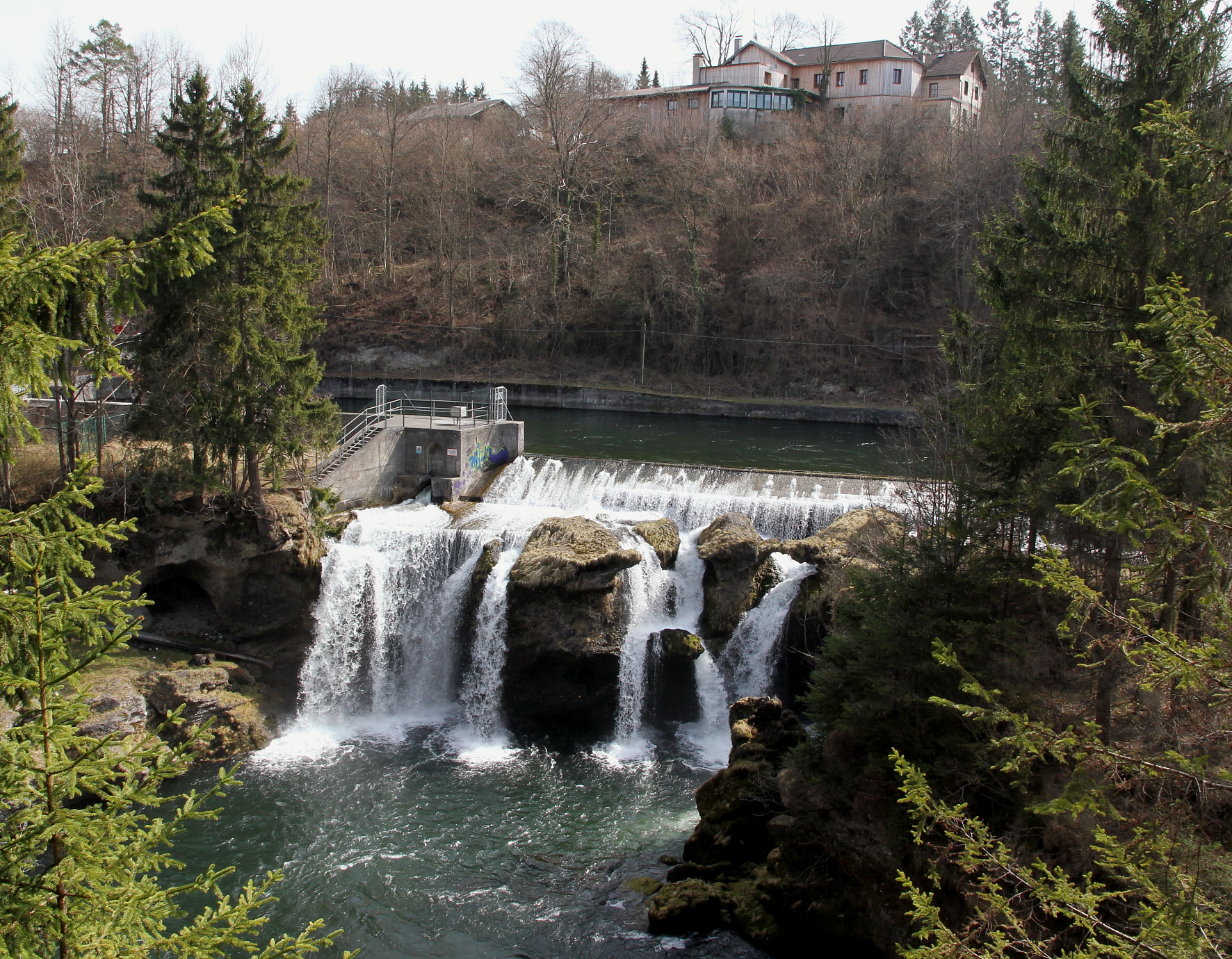
Der Traunfall am unteren Ende der Wehranlage
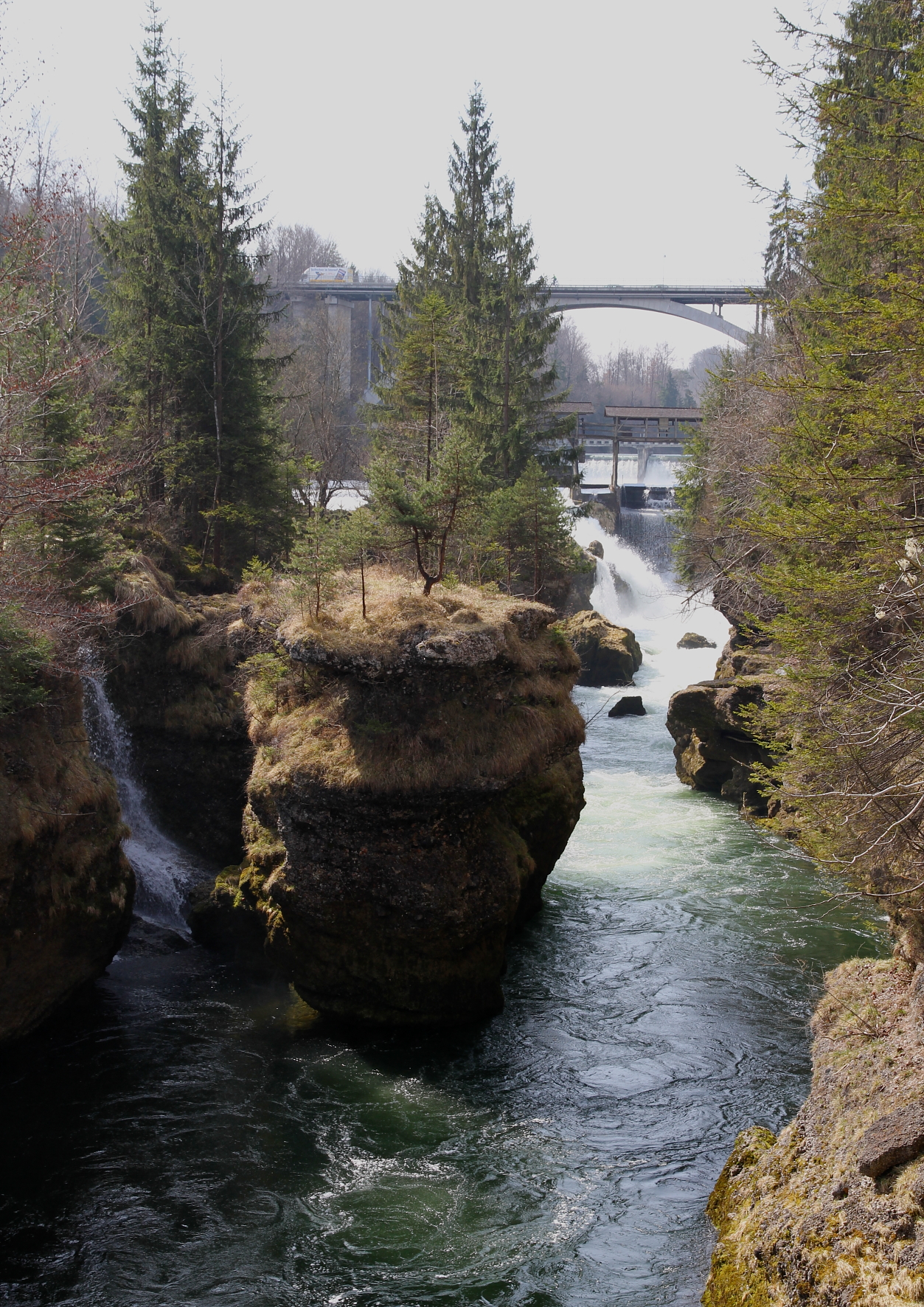
Der Traunfall im mittleren Bereich in Richtung stromauf
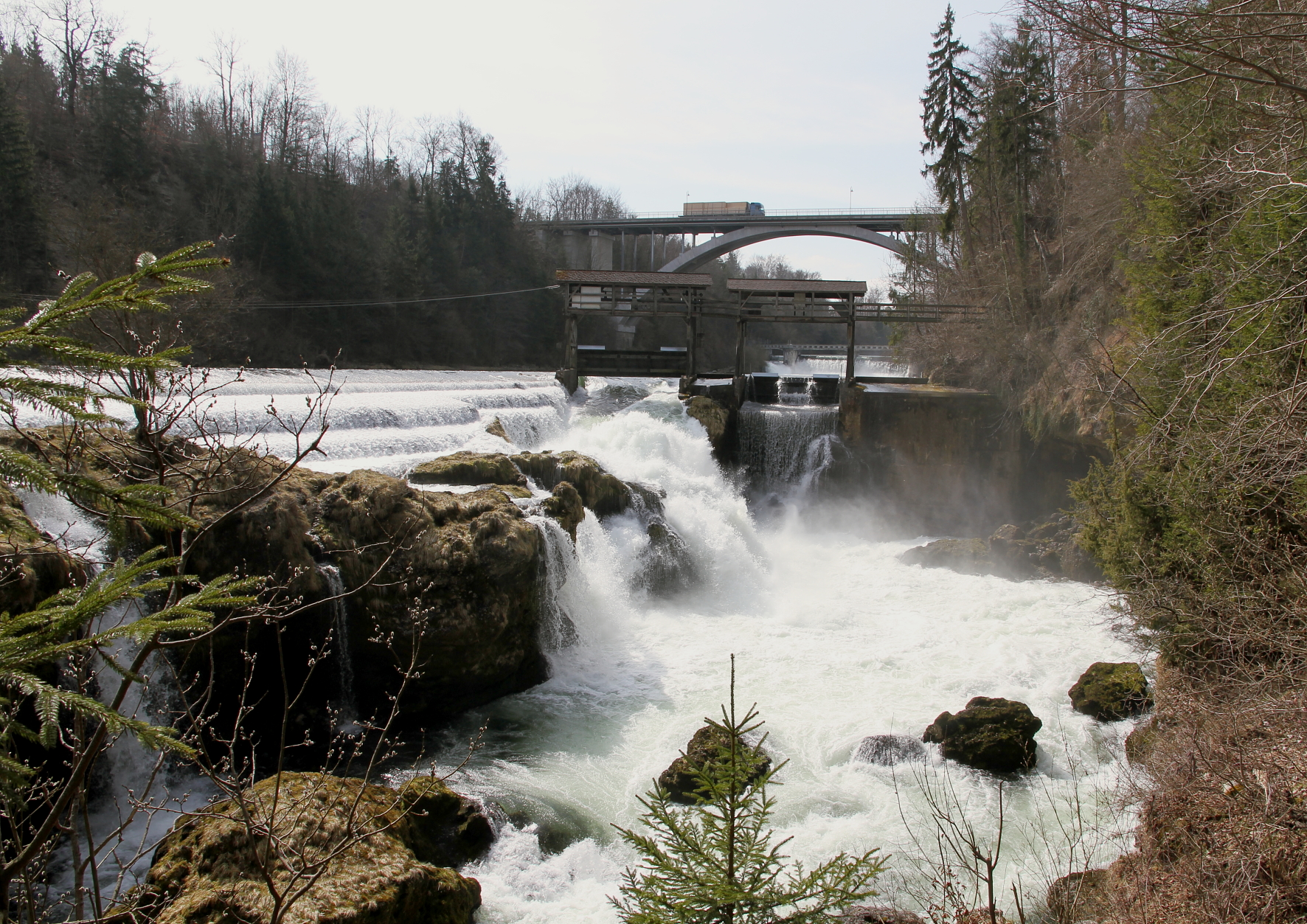
Der Traunfall am oberen Ende der Wehranlage
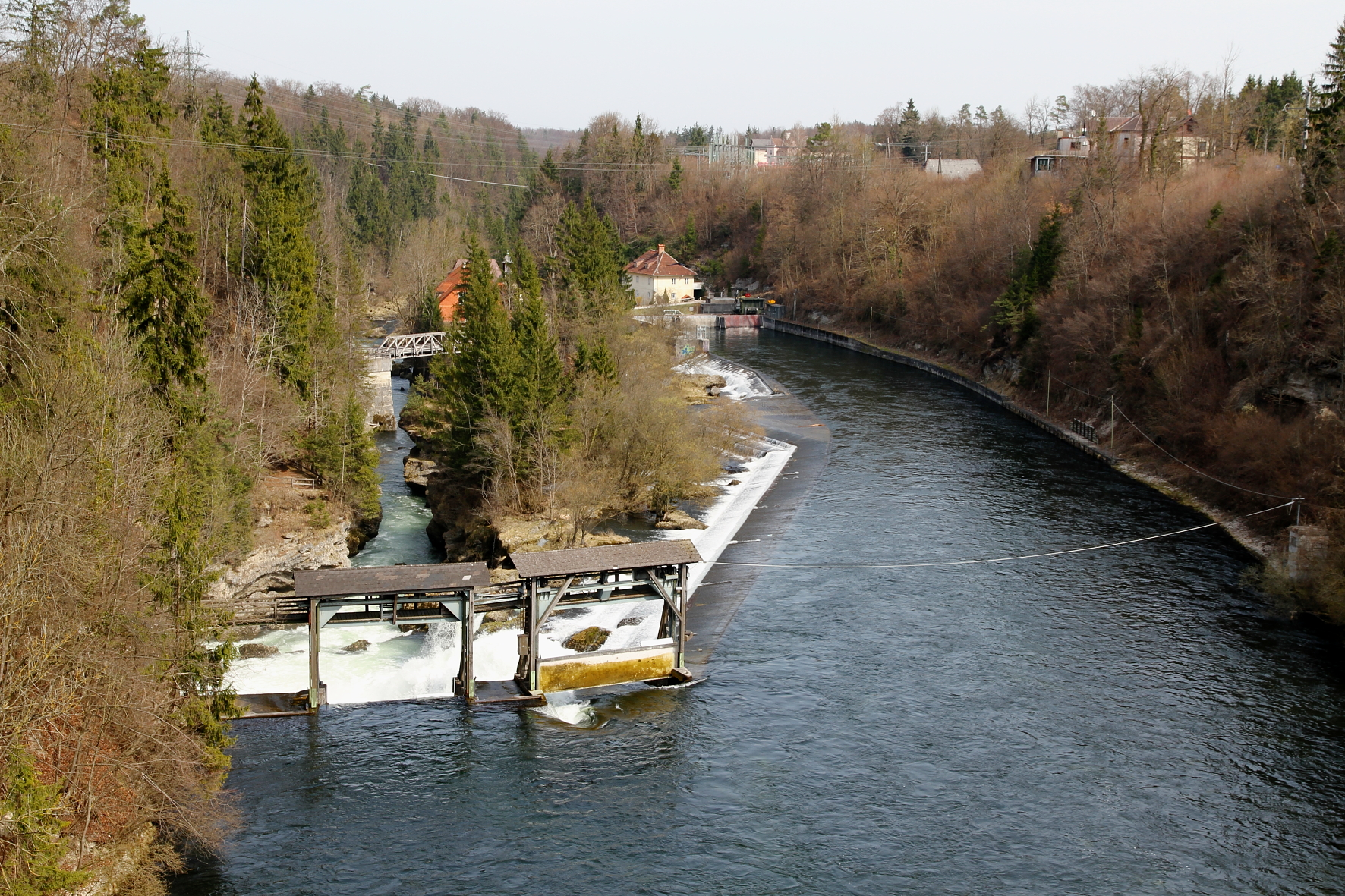
Der Traunfall von der Traunfallbrücke aus gesehen (2012)

## Kraftwerke Traunfall und Siebenbrunn

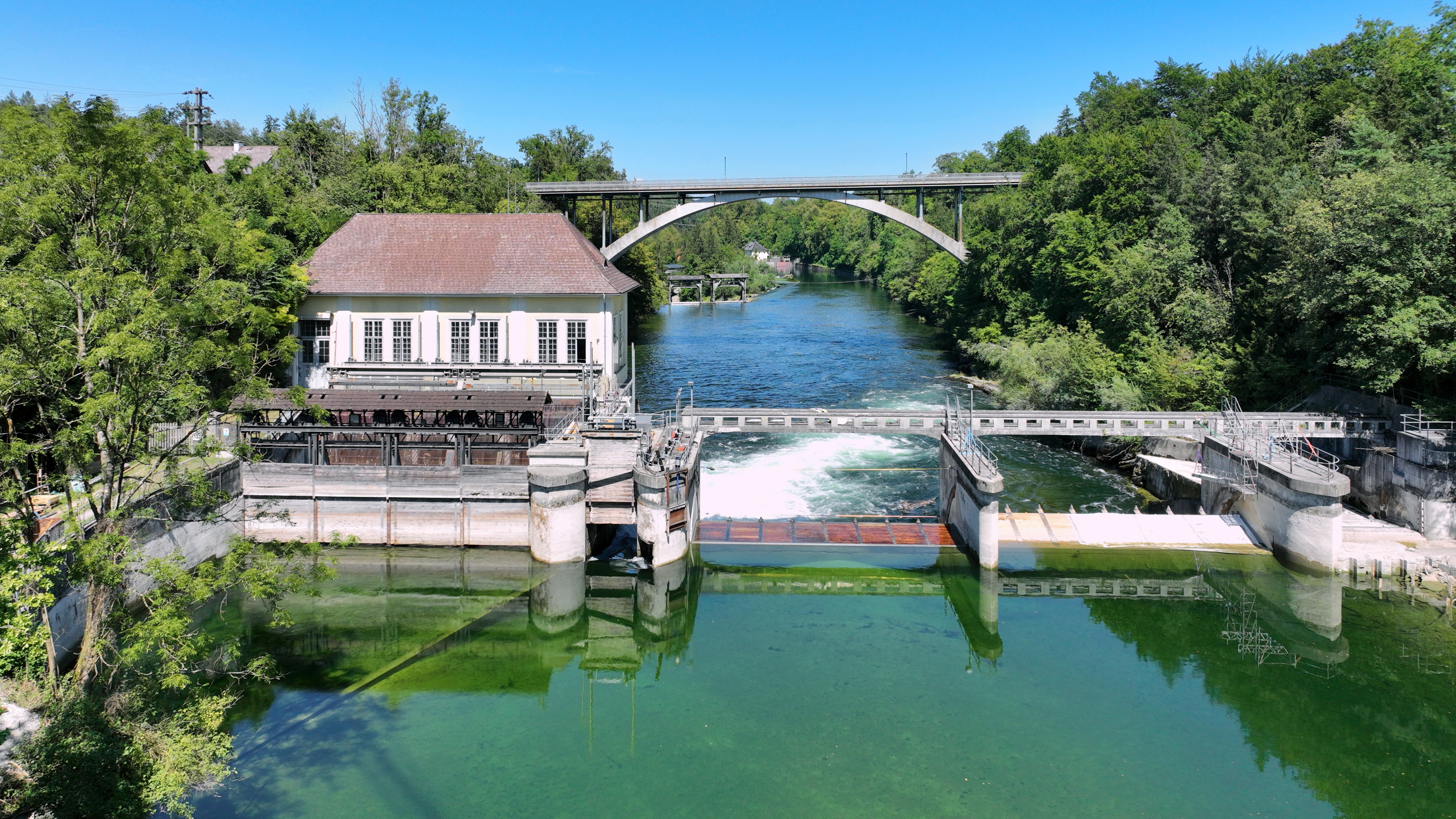
Kraftwerk Siebenbrunn kur vor dem Traunfall

Ab dem letzten Viertel des 19. Jahrhunderts wurde die Traun elektrizitätswirtschaftlich genutzt, unter anderem entstand um die Jahrhundertwende das vorerst bedeutendste Kraftwerk der Traun am Traunfall. Es wurde von der Firma Stern & Hafferl, die Lokalbahnen (auch) in der Nähe betrieb – und bis heute betreibt, errichtet. 1901 ging das Kraftwerk mit einer Leistung von 1830 kW in Betrieb. Bereits 1903 erfolgte ein Ausbau, so dass das Kraftwerk 2740 kW lieferte. Damit war es zu dieser Zeit eine der größten Wasserkraftanlagen Österreichs. Der Kraftwerksbetrieb wurde von der OKA übernommen und erhielt einen neuen, leistungsfähigeren Maschinensatz, wodurch sich die Engpassleistung mehr als verdoppelte und bis heute 8800 kW beträgt. Betreiber ist heute – umfirmiert – die Energie AG Oberösterreich.
Das Krafthaus des Traunfallkraftwerks liegt etwa 500 m nach dem Beginn des Traunfall. Etwa 250 m Fließstrecke oberhalb des Traunfalls wurde 1923 ein weiteres Wasserkraftwerk – Kraftwerk Siebenbrunn – von der Papierfabrik Steyrermühl errichtet. Dabei kamen erstmals zwei Kaplanturbinen mit einer Leistung von je über 1000 PS zum Einsatz. Diese Turbinen sind noch in Betrieb, und die ältesten genutzten Kaplanturbinen weltweit.
Das Werk wurde 2017 ebenfalls von der Energie AG übernommen.

## Traunfallbrücke

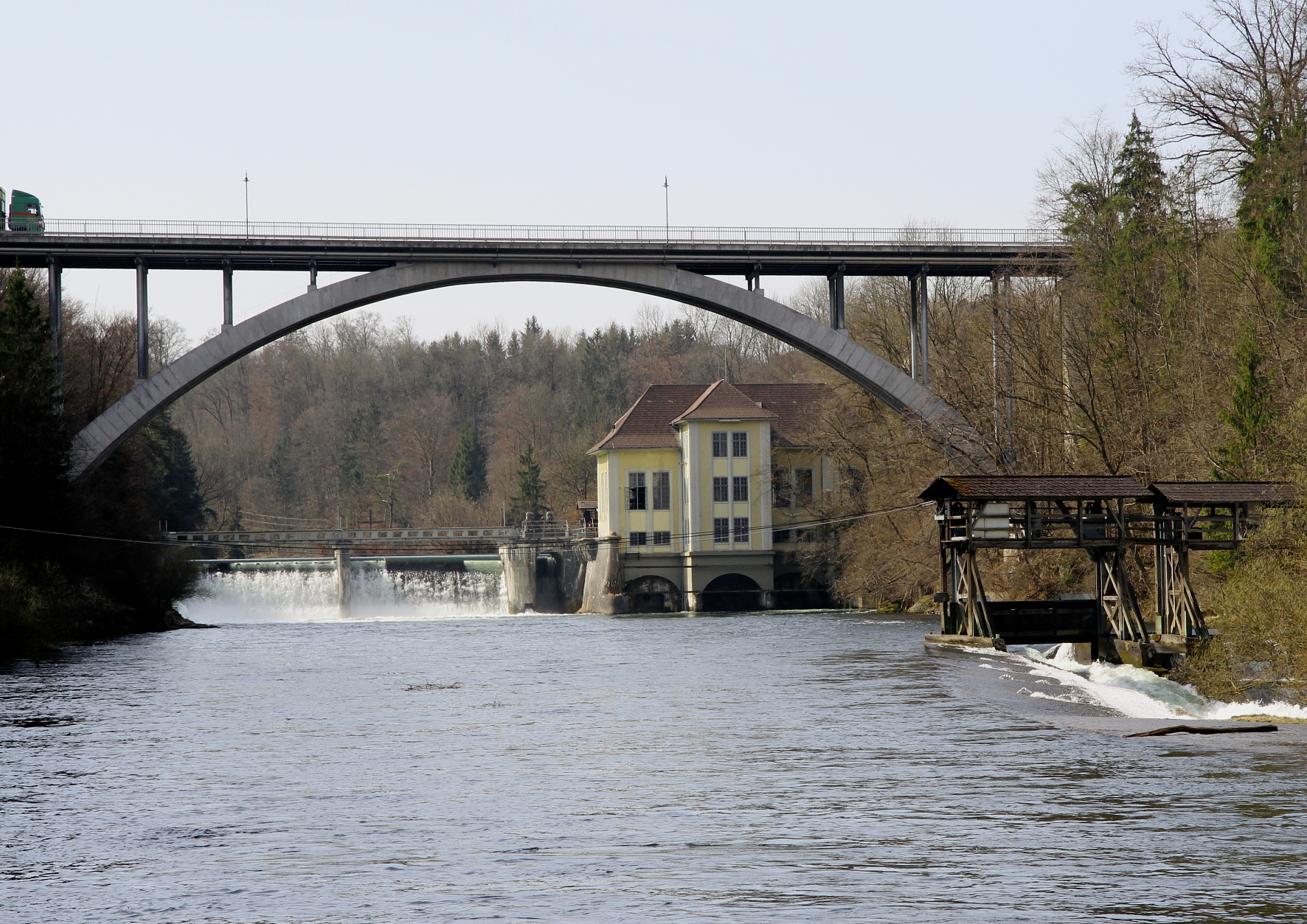
Traunfallbrücke von 1948, Blick flussaufwärts – die Wehranlage rechts im Vordergrund gehört zum Kraftwerk Traunfall, im Hintergrund das Kraftwerk Siebenbrunn.

Die erste Traunfallbrücke führte am unteren Ende des Traunfalls über den Fluss. 1925 wurde flussaufwärts in Höhe der Talränder eine Stahlbetonbogenbrücke mit einer Spannweite von 71 Metern und einer Höhe von rund 28 Metern nach einem Entwurf des Architekten Julius Schulte errichtet; sie war damals die größte Bogenbrücke Österreichs. Während des Zweiten Weltkrieges wurde diese Brücke zerstört und 1948 in alter Form wieder aufgebaut.

## Nikolauskapelle am Traunfall

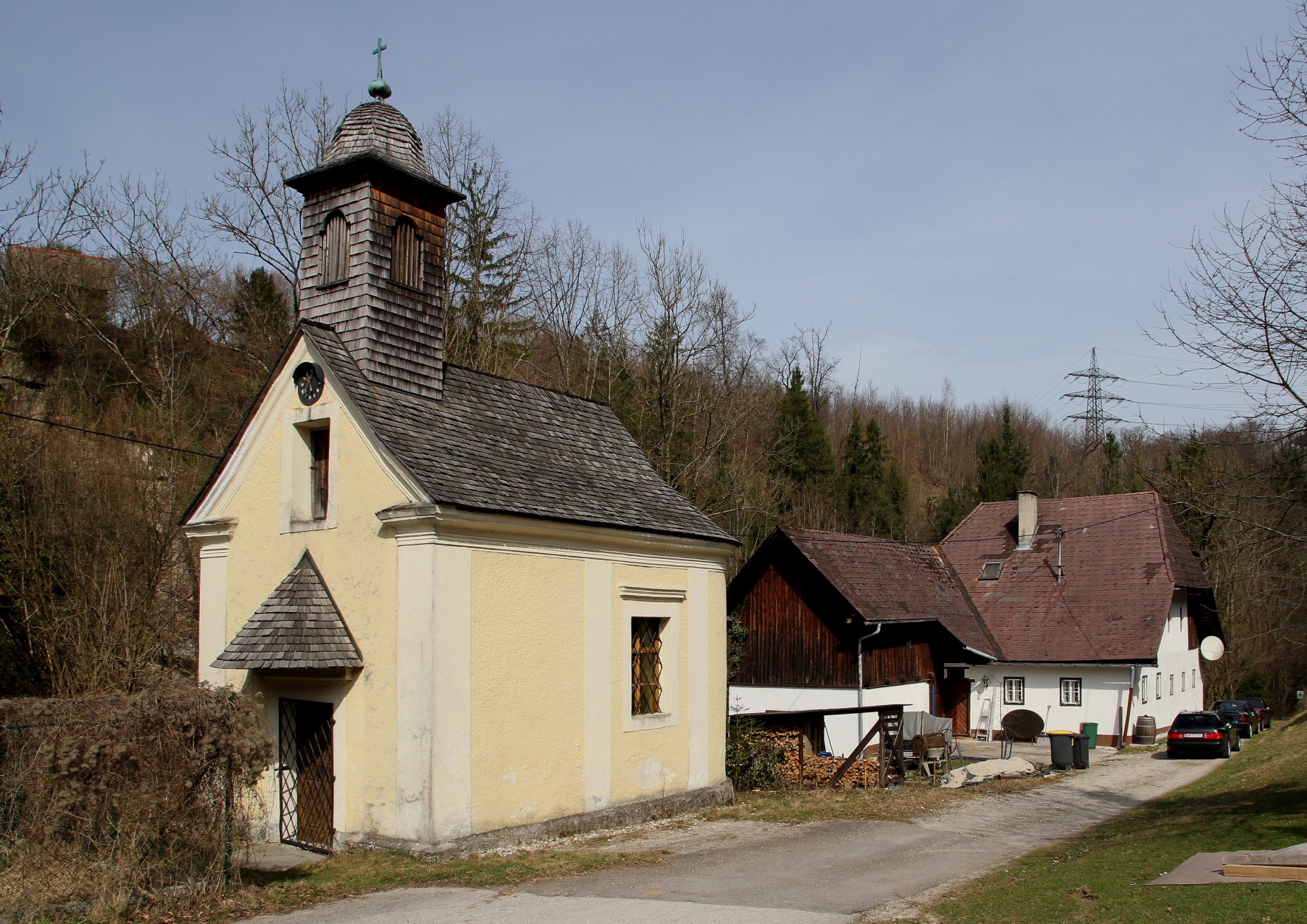
Die denkmalgeschützte Nikolauskapelle vom Ende des 17. Jahrhunderts.

Im Jahr 1439 wurde das erste Mal von der Kapelle am Fall berichtet. 1598 wurde sie von einem Hochwasser weggeschwemmt und erst 100 Jahre später in ihrer bis heute erhaltenen, barocken Form wieder errichtet.
Jahrhunderte hindurch hatte der jeweilige Roithamer Pfarrer eine Wochenmesse in dieser Kapelle zu feiern. Diese Messe wurde von den Gmunder Salzfertigern gestiftet.
Die Kapelle ist heute eines der letzten erhaltenen Gebäude am Traunfall aus der Zeit der Salzschifffahrt und steht unter Denkmalschutz.

## Flößermadonna

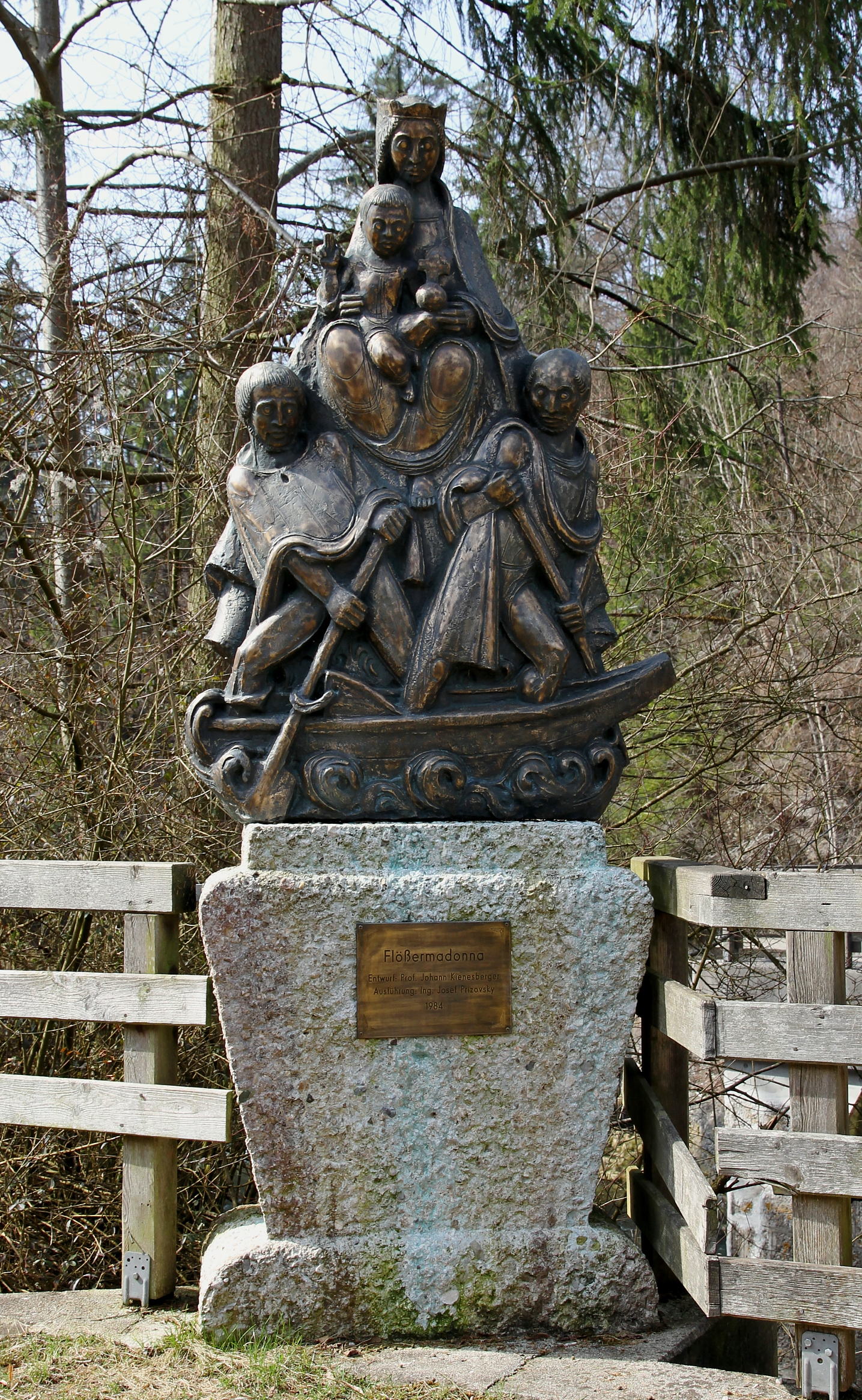
Bronzeplastik „Flößermadonna“ (März 2012)

Nach einem Entwurf des Ebenseer Bildhauers Johann Kienesberger wurde von Josef Prizovsky eine Plastik mit der Bezeichnung „Flößermadonna“ aus Bronze in der Größe von etwa 130 × 100 cm (H × B) angefertigt. Dieses Kunstwerk wurde 1984 auf einem Steinsockel am rechten Traunufer, im Bereich des ursprünglichen Traunübergangs, wo jetzt ein Steg über die Traun führt, aufgestellt. Im August 2012 wurde die Bronze-Statue von unbekannten Tätern gestohlen.